# 李昭 (五代)
李昭，五代十国后汉官员。
李昭以尚书郎出任苏州刺史。任满，以中书舍人召还，没有任命，对宰辅说：“省郎拜舍人，以知制誥为次序；便由刺史玷纶闱，非敢闻命。”于是以兵部郎中知制诰，次年，再任命为舍人，他才接受了。

## 注
1. ↑  《太平御览·卷二百二十二》引《五代史·汉史》